# Guilherme Campos
Guilherme Campos Júnior (Campinas, 20 de novembro de 1962) é um comerciante, político brasileiro, ex-vice-prefeito de Campinas, deputado federal por dois mandatos por São Paulo e ex-presidente dos Correios.

## Formação
Estudou do pré até o quarto ano do ensino fundamental na antiga Escola Alemã, hoje Colégio Rio Branco (Campinas), na Escola Estadual Carlos Gomes (quinto e sexto ano) e na escola Victor Meirelles (sério e oitavo ano), também em Campinas. Fez o ensino médio no Colégio de Aplicação Pio XII e preparação para o vestibular no Anglo Campinas. Se formou em engenharia civil pela Escola Politécnica da Universidade de São Paulo.

#### Esportes
Guilherme Campos jogou Rugby pela equipe da Escola Politécnica da USP, nos anos 80, quando a modalidade estava apenas em sua infância no Brasil. O time da Poli era composto por Universitários da própria escola e alguns jogadores convidados de outras unidades da USP. O time chegou a figurar entre as principais forças do campeonato brasileiro.